# Lomtjärnen (Torps socken, Medelpad, 692859-153012)
Lomtjärnen är en sjö i Ånge kommun i Medelpad och ingår i Ljungans huvudavrinningsområde. Sjön har en area på 0,107 kvadratkilometer och ligger 116,5 meter över havet.

## Delavrinningsområde
Lomtjärnen ingår i det delavrinningsområde (692679-153257) som SMHI kallar för Mynnar i Ljungans vattendragsyta. Medelhöjden är 139 meter över havet och ytan är 9,18 kvadratkilometer. Räknas de 5 avrinningsområdena uppströms in blir den ackumulerade arean 40,31 kvadratkilometer. Viskansbäcken som avvattnar avrinningsområdet har biflödesordning 2, vilket innebär att vattnet flödar genom totalt 2 vattendrag innan det når havet efter 67 kilometer. Avrinningsområdet består mestadels av skog (46 procent), öppen mark (14 procent) och jordbruk (21 procent). Avrinningsområdet har 0,09 kvadratkilometer vattenytor vilket ger det en sjöprocent på 1 procent. Bebyggelsen i området täcker en yta av 0,06 kvadratkilometer eller 1 procent av avrinningsområdet.